# 出羽守 (俗語)
俗語における出羽守（）とは、他者の例を引き合いに出して物事を語る人のことである。ではの神という表記も存在する。特に海外と比較して日本を批判する人を「海外出羽守」と呼ぶ。また、「欧米では〜、日本では〜。だからもう日本は“終わり”だ！」とばかり話している人は「尾張守（おわりのかみ）」という。

## 語義
出羽守とは本来出羽国の国司を表す役職であるが、国名の「出羽（）」と、「海外では」のような連語の「では」を掛けて、主に揶揄を込めて使われる。また、「守」という字から、「偉そうに上から物を言う」というニュアンスも込められている。

## 特徴
ネットニュース編集者の中川淳一郎によると、出羽守の称賛の対象とする国は北欧諸国を筆頭に、イギリス、フランス、ドイツなどの西欧諸国や、アメリカ人の中でも特に民主党を支持する人、カナダ、オーストラリア、ニュージーランド等を挙げている。一方で、東南アジア、中東、中南米、アフリカの国は対象外となりやすい。中川は欧米出羽守を皮肉って自身はタイ出羽守であるとしている。なお「北欧で極右政党躍進」などの事例は無視される。
東京都立大学の教授である河野有理は、出羽守が比較対象とする「海外」の一例として大学を挙げ、大学がそもそも浮世離れしており、また彼らと付き合う人物はその社会の中で異文化に理解があり、多様性に寛容な人物である可能性が高く、バイアスのかかった限られた社会の中での見聞を理想化し、自分が知っている日本社会と比較してしまっていると述べている。

### 政治的立場
中川は左派層との親和性を指摘する。経営コンサルタントの倉本圭造は、出羽守は「出羽守型リベラル言説」を用いるとする。倉本は、2020年から見て過去10～20年の日本では「過剰に理想化した幻想の欧米社会」に代表される出羽守バイアスによる「日本的なもの」「日本的な良さ」への攻撃が強すぎたため、どこか排外主義的な気分で埋め合わせたり、「アベというフタ」で対処しようとしたことが第2次安倍内閣の長期政権化につながったのではないかと評している。
一方、左派系の評論家の内田樹は、「中国人というのは、あれはね・・・」と断定的に韓国や中国をあしざまに罵る論客も「外国の事例をさも知ったような顔で紹介する」点から出羽守としている。左派・リベラル出羽守を批判する中川や倉本もネット右翼については否定的な立場をとる。倉本は「古い意識高い系」として「過剰に理想化した幻想の中の欧米」を持ち出してありとあらゆるローカルな存在を上から目線でぶっ叩きまくるという特徴を挙げ、これからの時代では、「日本ダメ」VS「日本スゴイ」論的な罵り合いを超えるあたらしい視点が必要になると述べている。

## 歴史
江戸時代を含む武家政権期においては、圧倒的な模範国として君臨した中国大陸の王朝が間接的な影響を及ぼすものへと後退し、当時現実の王朝としてあった清ではなく、中華文明の古典古代である古三代を理想とする潮流が力を持つようになった一方で、そのような潮流を「からごころ」と批判する現在の海外出羽守批判の源流に当たる潮流も見られた。しかし、理想を日本の古代に求めようとした潮流は総体としてあまり成功せず、目の前の現実を批判することを批判することにとどまり、極端な現状追認論にとどまった。幕末から近代にかけて、欧米に対しては「欧化」と「国粋」、アジアに対しては、「連帯」と「侵略」、「共感」と「蔑視」という相対する様々な感情、主義が増大し、矛盾を抱えていった。
戦前には「アメリカでションベンをしてきただけ」を意味するアメションというモダン語が存在していたが、例えば1931年には既に『モダン語漫画辞典』がアメションについて「こんな連中に限って矢鱈に洋行風を吹かせたがるものだ」と解説していた。1942年の『奈良県立奈良図書館月報 第二十三巻第二号』によればこの語は大正時代の日本のキリスト教宣教師の間で使われていた言葉であり、宣教師が箔付けにアメリカへ行って来ることを意味していたとされる。
戦後には1950年より箔付けのために続々とアメリカを訪問する著名人を揶揄して「アメション」と呼ぶことが増えていった。また、「あちらでは…」とアメリカ通をひけらかす彼らを指して、「あちら族」「でわの守」なる語が生まれたとしている。また1951年に坂口安吾は『安吾の新日本地理』で、京都の学者は東京に対抗する時に「アメリカはこうだ、フランスはこうだ」と言い、外国の優越によって東京のみならず日本ごと否定していると批判している。
河野有理によると、かつての用法では、海外経験による見栄やひけらかしに揶揄が向けられていたが、現在においてはそれによる自国への批判やその精神的態度に揶揄が向けられているとしている。また、ネットの登場によって、出羽守がひけらかす海外事情が時には画像一枚で虚偽が暴かれ、批判されるようになったとしている。また河野は、海外出羽守を支えていたものを日本より進んだ、優れた国、すなわち「模範国（準拠国）」の存在であるとし、それらの国を断りなく「海外」と呼び、「国際社会」「世界」という言葉を欧米という意味に修辞させることになったと話している。「模範国」に挙げられる国としてはアメリカ合衆国を筆頭に、旧ソ連や、明治から戦前にかけてのドイツ、文化や芸術面ではフランス、そして大英帝国といった「大国」のほか、それらを模範国とする潮流に対し、スイスやデンマークなど小国を模範国として呼び出す例もあったとしている。

## 使用例
- 英語学者の奥幸雄が1951年に書いたアメリカ留学体験記には「アメリカ出羽守」が出てくる[29]。
- 日本共産党の元衆議院議員の池内沙織が、『フランスに行った時、女の裸や「媚びた」写真が公共空間に存在しないことに私は驚き、安全さを感じた。』とツイートし[注釈 1]、日本のコンビニエンスストアで成人雑誌コーナーが存在することを批判した[注釈 2][7]。中川によると、出羽守と呼ばれる人たちの中では、欧米諸国ではレディファーストの概念が浸透しており、痴漢やDV、レイプが存在しないと考えており、日本における人口比のレイプ被害が少ない[注釈 3]ことを提示すると、「泣き寝入りをしているから見せかけの数字である」と反論する[6]。
- COVID-19の流行時、日本政府によるダイヤモンド・プリンセス号での集団感染（クルーズ客船における2019年コロナウイルス感染症の流行状況#ダイヤモンド・プリンセス船内における集団感染も参照）における対応を巡り、「欧米のメディアでは日本の対応が批判されている」といった論調が目立った[1]。その後、欧米においても2019新型コロナウイルスの感染が拡大したことに伴いこの論調は収まった[1]。

## 批判
コラムニストの小田嶋隆は、特に21世紀以降、出羽守と呼ばれる人を嫌う風潮が強まったとして、ネット民の共通認識へと成長したとし、女子テニスの大坂なおみやジャーナリストの伊藤詩織が、タイムの世界で最も影響力のある100人に選ばれたことについて、必ずしも祝福されておらず、賛否両論かむしろ炎上状態となっていることについて、ヤフコメに代表される偏向的な言論スペース内でのリアクションであっても、軽く見て良いことではないと述べている。また、バブル崩壊以降、日本の国際社会における存在感が低下し続ける中で、日本人の自尊感情がむしろ強化されているとし、出羽守を一方的に嫌う方向に変化しつつあることを（答えは簡単には出ないとしつつも）良くない傾向であるとしている。